# 彦根総合高等学校
彦根総合高等学校（ひこねそうごう こうとうがっこう）は、滋賀県彦根市芹川町にある私立高等学校。県内唯一の私立の総合学科である。略称は「彦総（ひこそう）」
校訓は「明朗」「英智」「親和」。
また、JR琵琶湖線と近江鉄道の線路沿いに存在し、車窓から校舎がよく見える。

## 沿革
- 1948年(昭和二十三年) - 白鳩洋裁研究所を設立
- 1954年(昭和二十九年) - 彦根高等技芸専門学校を創設
- 1970年(昭和四十五年) - 通信教育制を導入
- 1976年(昭和五十一年) - 専修学校として認可
- 1988年(昭和六十三年) - 向陽台高等学校（通信制）彦根キャンパスとして運営
- 1998年(平成十年) - 学校法人ホリイ学園　彦根女子高等学校を設立
- 2006年(平成十八年) - 男女共学化し、彦根総合高等学校に改称、総合学科を設置
- 2020年(令和二年) - フードクリエイト科を開設する。
- 2022年(令和四年) - 総合学科内にスポーツエキスパート系列を開設する。
- 2023年(令和五年) - 第95回選抜高等学校野球大会に出場。[1]

## 設置学科
- 総合学科
  - 人文・自然系列
    - 人文科学領域(文系)
    - 自然科学領域(理系)

  - 情報・ビジネス系列(パソコン)
  - 福祉・保育系列
    - 介護福祉領域
    - 幼児教育領域

  - アート・デザイン系列
  - 製菓コーディネート系列
  - スポーツエキスパート系列
- フードクリエイト科